# Daniel (Waldeck)
Daniel von Waldeck (* 1. August 1530; † 7. Juni 1577 in Waldeck) war Graf von Waldeck-Wildungen. Er war der dritte, aber älteste den Vater überlebende Sohn des Grafen Philipp IV. (1493–1574) aus dem Haus Waldeck und dessen erster Ehefrau Margarethe von Ostfriesland (1500–1537).

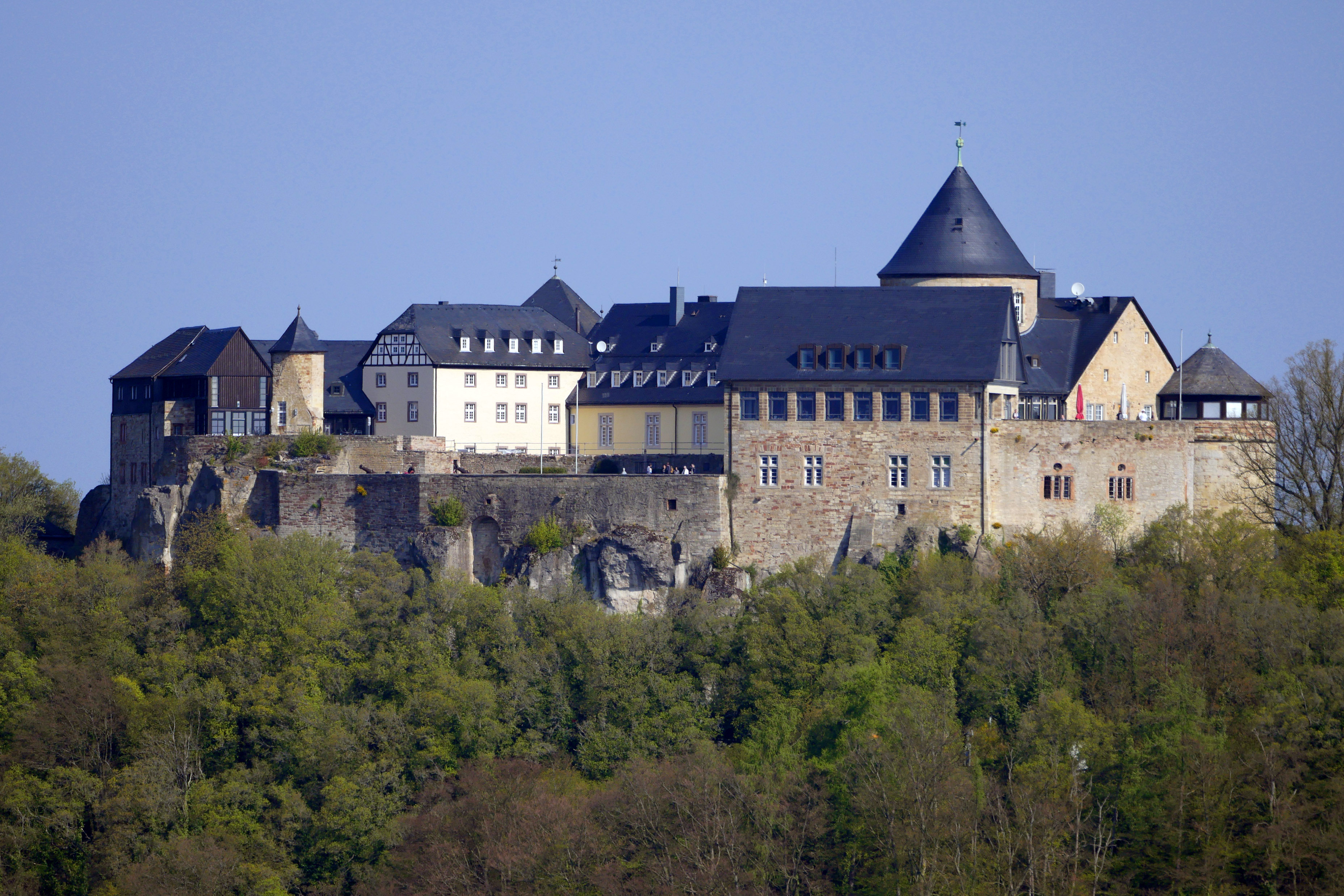
Schloss Waldeck

Obwohl seine Eltern protestantisch waren, wurde er 1550 Domherr zu Straßburg. Er gab dieses Amt aber bald wieder auf und trat in die französische Armee ein. Nach dem Tod seines Vaters im Jahre 1574 erbte er die Teilgrafschaft Waldeck-Wildungen und das halbe Amt Waldeck mit der Burg Waldeck sowie Stadt und Amt Naumburg, die im 16. Jahrhundert lange Jahre von Kurmainz an die Grafen von Waldeck verpfändet waren. Er vollendete den Ausbau seiner Residenz, der Burg Waldeck, der von seinem Großvater Heinrich VIII. (Nordflügel ab 1500) begonnen, dann unter Philipp IV. fortgesetzt worden war.
Am 4. April 1567 war Daniel einer der Sargträger bei der Beerdigung  des Landgrafen Philipp I. von Hessen. Wahrscheinlich bei diesem Anlass lernte er dessen Tochter Barbara (1536–1597) kennen, die Witwe von Georg I. von Württemberg-Mömpelgard (1498–1558). Die beiden heirateten am 11. November 1568. Ihre Wappen finden sich noch heute im Treppenturm von Schloss Waldeck. Die Ehe blieb kinderlos.
Daniel starb 1577 und wurde in der Grabkapelle St. Nikolaus im Kloster Marienthal in Netze beigesetzt. Nachfolger als Graf von Waldeck-Wildungen wurde sein Bruder Heinrich IX., der bereits am 3. Oktober desselben Jahres starb.